# أوبري وودز
أوبري وودز (بالإنجليزية: Aubrey Woods)‏ هو ممثل بريطاني، ولد في 9 أبريل 1928 بلندن في المملكة المتحدة، وتوفي في 7 مايو 2013 في المملكة المتحدة.

## وصلات خارجية
- أوبري وودز على موقع IMDb (الإنجليزية)
- أوبري وودز على موقع ميوزك برينز (الإنجليزية)
- أوبري وودز على موقع ديسكوغز (الإنجليزية)
- أوبري وودز على موقع قاعدة بيانات الفيلم (الإنجليزية)